# Nikołaj Riebikow
Nikołaj Nikołajewicz Riebikow, ros. Николай Николаевич Ребиков (ur. 14 listopada 1895, zm. 18 czerwca 1969 w Hamburgu) – rosyjski wojskowy (kapitan), emigracyjny działacz wojskowy, pisarz i publicysta, dowódca 628 Batalionu Wschodniego pod koniec II wojny światowej.
Studiował na uniwersytecie w Moskwie. Po wybuchu I wojny światowej wstąpił ochotniczo do armii rosyjskiej. W 1916 r. ukończył kurs w sergijewskiej szkole artyleryjskiej, po czym walczył w stopniu praporszczika w Kaukaskiej Strzeleckiej Brygadzie Artylerii na Froncie Kaukaskim. Odznaczono go Krzyżem Św. Jerzego 4 klasy. W 1918 r. przeszedł do wojsk Białych gen. Antona I. Denikina. Służył w 3 Baterii Haubic, a następnie 3 Brygadzie Artylerii. Pod koniec lipca 1919 r. awansował do stopnia porucznika. Został szefem uzbrojenia 7 Lekkiej Baterii Haubic Drozdowskiego Dywizjonu Artylerii. Awansował do stopnia sztabskapitana. W połowie listopada 1920 r. wraz z pozostałymi żołnierzami został ewakuowany z Krymu do Gallipoli. Na emigracji zamieszkał w Bułgarii. W kwietniu 1921 r. awansował na kapitana. Następnie przyjechał do Francji. W 1925 r. wchodził formalnie w skład Drozdowskiego Dywizjonu Artylerii. W latach 30. ukończył wyższe kursy naukowo-wojskowe prowadzone przez gen. Nikołaja N. Gołowina. W czasie II wojny światowej wstąpił do Rosyjskiej Armii Wyzwoleńczej (ROA). W 1944 r. objął dowództwo 628 Batalionu Wschodniego, stacjonującego w okupowanej Holandii. Po zakończeniu wojny zamieszkał w zachodnich Niemczech. Potem wyemigrował do USA. W 1963 r. wraz z 2 innymi autorami opublikował swoje wspomnienia z okresu wojny domowej w Rosji pt. "Седьмая гаубичная 1918-1920". Pisał artykuły do emigracyjnej prasy rosyjskiej, np. pism "Wojennaja byl", czy "Czasowoj".